# Rinzia
Rinzia là một chi thực vật có hoa trong họ Myrtaceae. Chi này được mô tả chính thức lần đầu tiên vào năm 1843  và được khôi phục và sửa đổi vào năm 1986.

## Các loài
Chi này gồm các loài sau đâu được chấp nhận bởi Plants of the World Online tính đến tháng 1 năm 2022:
- Rinzia affinis Trudgen
- Rinzia carnosa (S.Moore) Trudgen
- Rinzia communis Trudgen
- Rinzia crassifolia Turcz.
- Rinzia dimorphandra (F.Muell. ex Benth.) Trudgen
- Rinzia ericaea (F.Muell.) Rye
  - Rinzia ericaea (F.Muell.) Ryesubsp. ericaea Rye & Trudgen
  - Rinzia ericaea subsp. insularis Rye
- Rinzia fimbriolata Rye
- Rinzia fumana Schauer
- Rinzia icosandra (F.Muell. ex Benth.) Rye
- Rinzia longifolia Turcz.
- Rinzia medifila Rye & Trudgen
- Rinzia orientalis Rye
- Rinzia oxycoccoides Turcz.
- Rinzia polystemonea (F.Muell.) Rye
- Rinzia rubra Trudgen
- Rinzia schollerifolia (Lehm.) Trudgen
- Rinzia sessilis Trudgen
- Rinzia torquata Rye & Trudgen
- Rinzia triplex Rye & Trudgen